# 栗树街大桥 (费城)
栗树街大桥（英語：Chestnut Street Bridge）是美国宾夕法尼亚州费城一座跨越斯库尔基尔河的桥梁，桥上为栗树街。1861年的老桥是“一座因为全部使用铸铁而在美国乃至全球显得特别的桥梁”。 1957年的新桥现在单向通行，连接西费城和市中心。

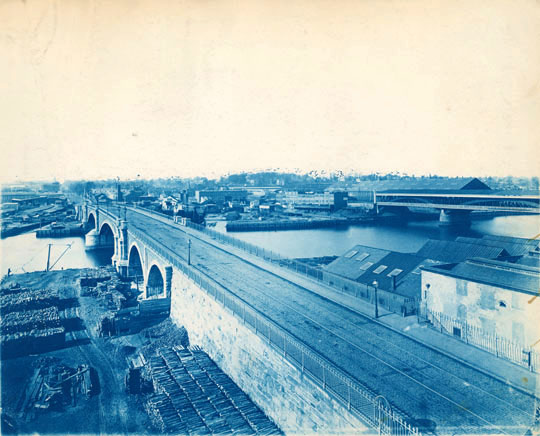
栗树街大桥（1869年）
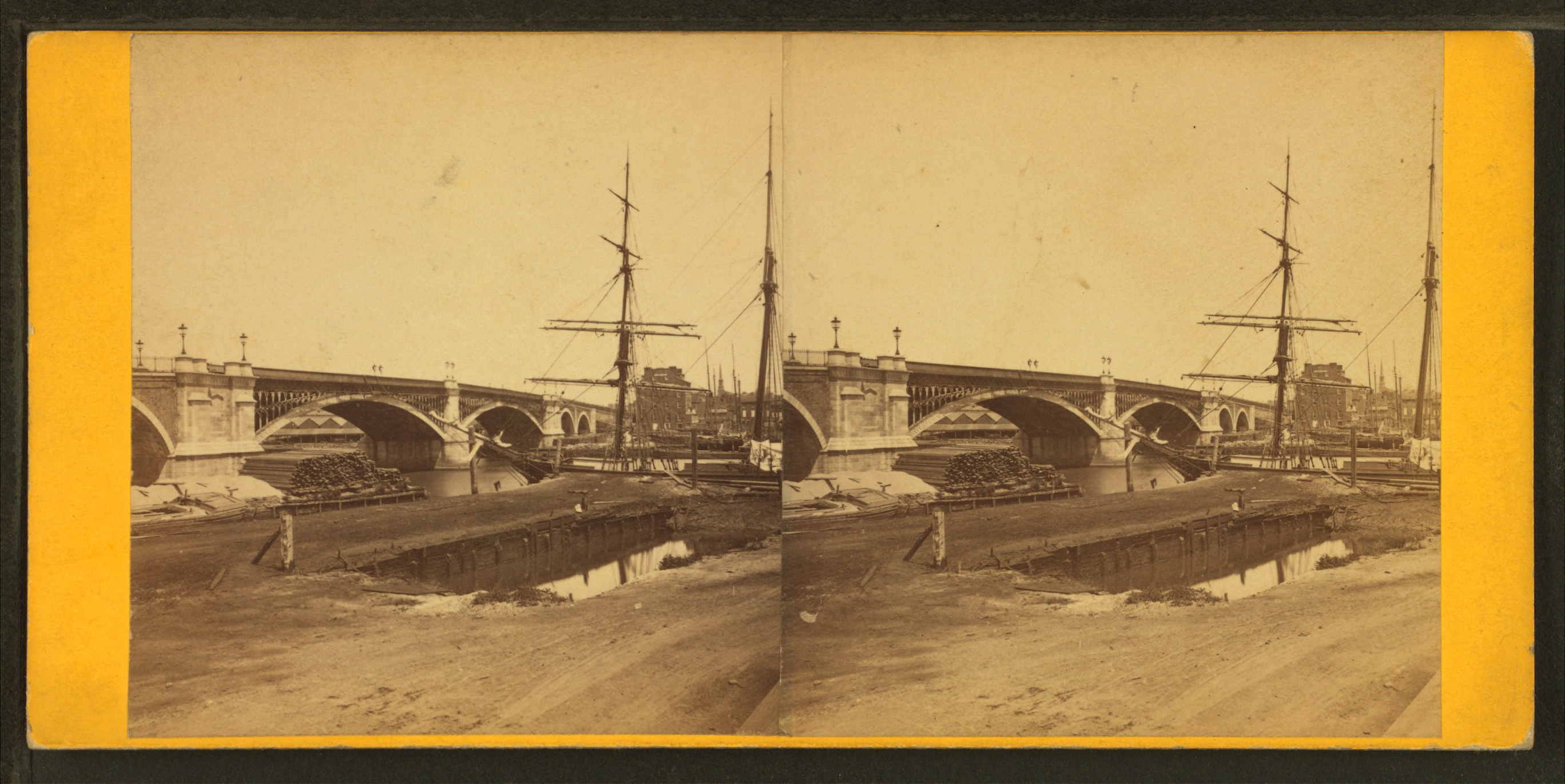
栗树街大桥立体图像（1865-1907年）